# Reynoldsburg
Reynoldsburg ist eine City im Fairfield, Franklin und im Licking County im Zentrum des US-amerikanischen Bundesstaates Ohio. Das U.S. Census Bureau hat bei der Volkszählung 2020 eine Einwohnerzahl von 41.076 ermittelt.

## Demografische Daten
Nach der Volkszählung im Jahr 2010 lebten in Reynoldsburg 35.893 Menschen in 14.387 Haushalten. Die Bevölkerungsdichte betrug 1319,6 Einwohner pro Quadratkilometer. In den 14.387 Haushalten lebten statistisch je 2,49 Personen.
Ethnisch betrachtet setzte sich die Bevölkerung zusammen aus 69,7 Prozent Weißen, 23,3 Prozent Afroamerikanern, 0,2 Prozent amerikanischen Ureinwohnern, 1,8 Prozent Asiaten sowie 1,3 Prozent aus anderen ethnischen Gruppen; 3,5 Prozent stammten von zwei oder mehr Ethnien ab. Unabhängig von der ethnischen Zugehörigkeit waren 3,4 Prozent der Bevölkerung spanischer oder lateinamerikanischer Abstammung.
26,3 Prozent der Bevölkerung waren unter 18 Jahre alt, 62,1 Prozent waren zwischen 18 und 64 und 11,6 Prozent waren 65 Jahre oder älter. 52,8 Prozent der Bevölkerung war weiblich.

Das mittlere jährliche Einkommen eines Haushalts lag bei 53.225 USD. Das Pro-Kopf-Einkommen betrug 27.939 USD. 14,5 Prozent der Einwohner lebten unterhalb der Armutsgrenze.

## Öffentlicher Dienst und Kultur
Die Stadt hat zurzeit sechs Grundschulen, zwei Middle Schools, zwei Junior High Schools und eine High School. Das Maskottchen der High und Junior High School ist der Raider (ein Pirat) und seine Farben sind lila und gold.
Das Landschaftsministerium des Staates Ohio, die Ohio Fire Academy und das State Fire Marshals Office sind in Reynoldsburg angesiedelt.
Reynoldsburg ist bekannt als Geburtsort der Tomate („The Birthplace of the Tomato“) und seit dem Jahre 1965 wird jedes Jahr ein „Tomatenfest“ („Tomato Festival“) veranstaltet. Derzeit findet das Fest im August statt.

## Söhne und Töchter der Stadt
- Le’Veon Bell (* 1992), Footballspieler